# Rauarahu
Rauarahu est une île d'Estonie en mer Baltique.